# Posens voetbalkampioenschap 1909/10
In 1909/10 werd het tweede Posens voetbalkampioenschap gespeeld, dat georganiseerd werd door de Zuidoost-Duitse voetbalbond. Deutscher SV Posen werd kampioen. In tegenstelling tot voorig jaar, mocht de club nu wel deelnemen aan de Zuidoost-Duitse eindronde. De club verloor in de eerste ronde van VfR 1897 Breslau. 

## Eindstand
| Plaats | Club               | Wed. | W | G | V | Saldo | Ptn |
| ------ | ------------------ | ---- | - | - | - | ----- | --- |
| 1.     | DSV Posen          |      |   |   |   |       |     |
| 2.     | FC Britannia Posen |      |   |   |   |       |     |
| 3.     | FC Viktoria Posen  |      |   |   |   |       |     |
| 4.     | FC Wacker Posen    |      |   |   |   |       |     |

|  | Kampioen |